# James J. Davis
James J. Davis (Tredegar, 1873. október 27. – Takoma Park, 1947. november 22. vagy 1947. november 11.) az Amerikai Egyesült Államok szenátora (Pennsylvania, 1930–1945).